# NGC 5033
NGC 5033 (auch Wasserkäfer-Galaxie genannt) ist eine Spiralgalaxie mit ausgedehnten Sternentstehungsgebieten vom Hubble-Typ Sc im Sternbild Jagdhunde am Nordsternhimmel. Sie ist schätzungsweise 41 Millionen Lichtjahre von der Milchstraße entfernt und hat einen Durchmesser von etwa 125.000 Lj. Die Galaxie hat einen aktiven galaktischen Kern mit einem supermassiven schwarzen Loch.  Gemeinsam mit NGC 5005 bildet sie ein Paar, das sich gegenseitig schwach beeinflusst.

Im selben Himmelsareal befinden sich u. a. die Galaxien NGC 5002, NGC 5014, IC 4213.
Die Supernovae SN 1950C, SN 1985L (Typ-IIL) und SN 2001gd (Typ-IIb) wurden hier beobachtet.
Das Objekt wurde am 1. Mai 1785 vom deutsch-britischen Astronomen Wilhelm Herschel entdeckt.

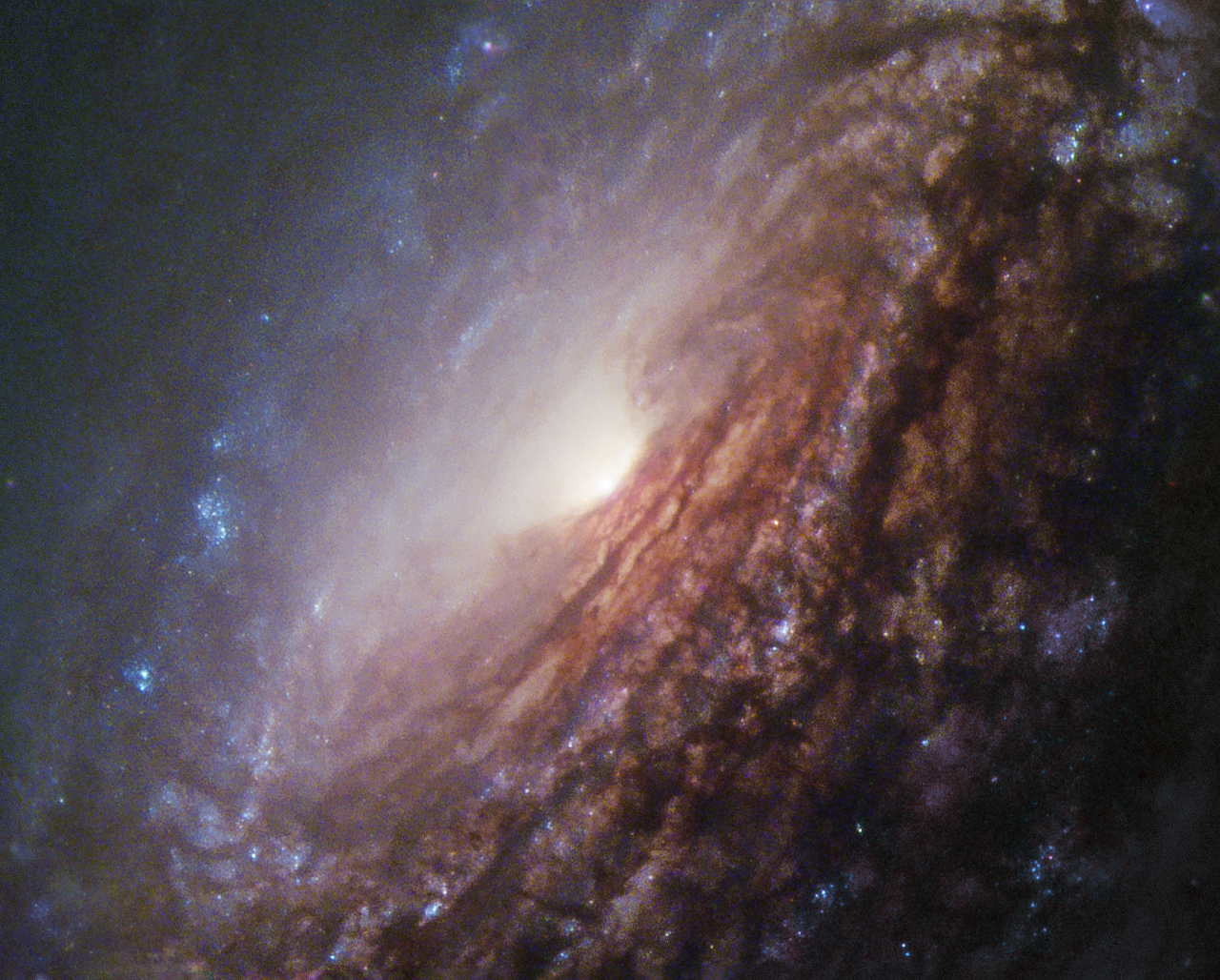
Hochaufgelöstes Bild des Zentrums aus Aufnahmen des Hubble-Weltraumteleskops
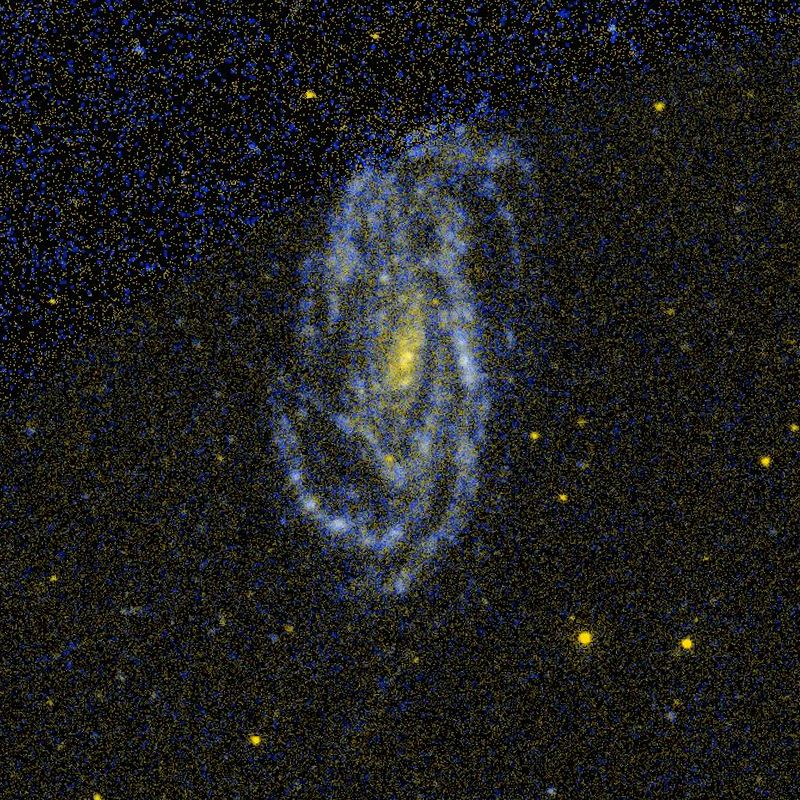
UV-Aufnahme mit GALEX